# Gandvik

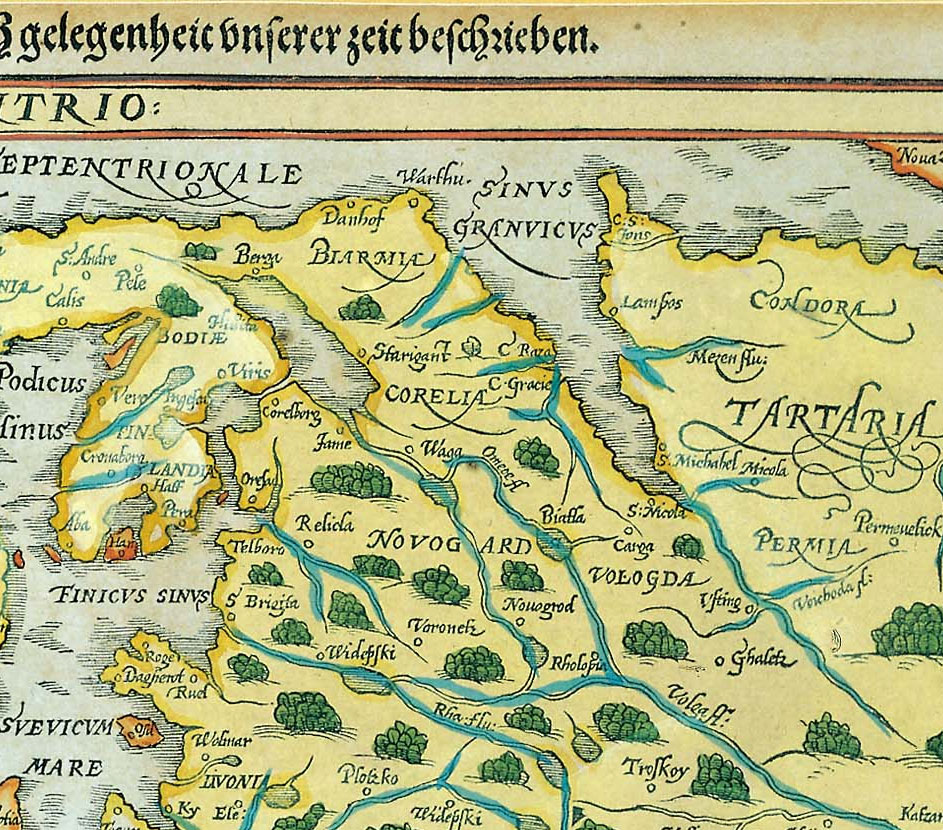
Karta av Gerard Mercator från 1595 där Vita havet är angivet som Sinus Granvicus.

Gandvik är en sjö som förekommer i nordiska medeltida källor, vars sjögång kunde uppfattas som slingrande ormar. Den danske historiken Saxo Grammaticus menade att Östersjön var Gandvik. Från cirka 1850 ansågs Vita havet vara mer sannolikt men sedan 1920 är Bottenviken mer accepterat.
Den främsta källan är idag ett traktat skrivet vid Freden i Nöteborg 1323.
Den Norska källan Hversu Noregr byggdist, daterad till tidigt 1400-tal, anses referera till Vita Havet. 
I äldre böcker anges ibland felaktigt Grandvik eller Granvicus.